# Coutansouze
 Coutansouze  là một xã ở tỉnh Allier thuộc miền trung nước Pháp.